# هیزتیمایب
هیزتیمایب (انگلیسی: Hyzetimibe) دارویی است که جذب کلسترول را مهار می‌کند. این دارو انتقال دهنده کلسترول درون سلولی NPC1 را هدف قرار می‌دهد و اثری مانند ازتیمایب دارد.